# Walter Minor
Per Walter Minor si intende una nutrita famiglia di motori aeronautici in linea invertiti, raffreddati ad aria, ideati dall'industria cecoslovacca Walter, oggi Walter Engines, a partire dagli anni trenta del ventesimo secolo, dapprima a 4 e poi a 6 cilindri, utilizzati per aerei leggeri e di grande successo commerciale, venendone continuata la produzione dopo circa novant'anni dal progetto iniziale.

## Storia del progetto

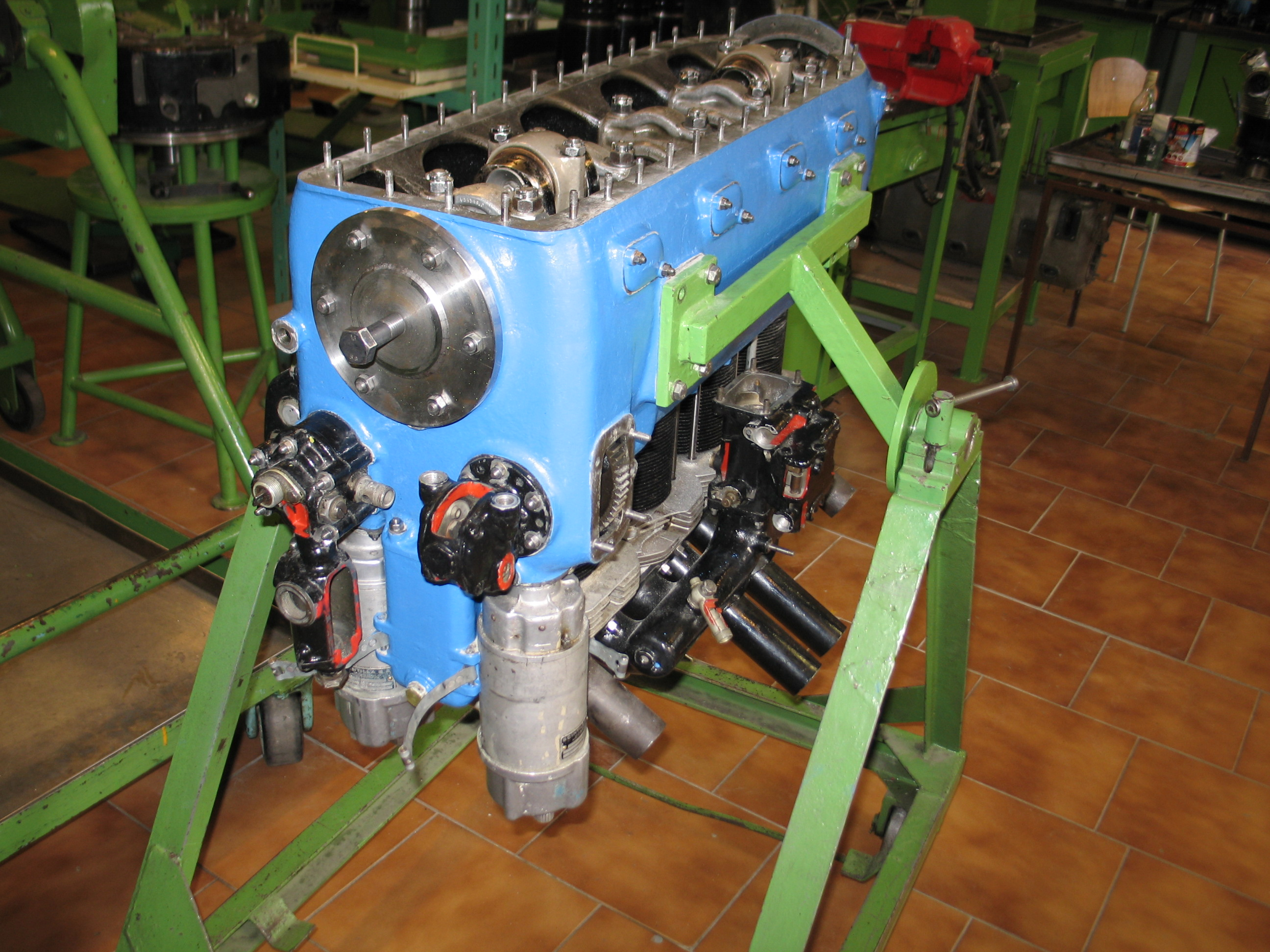
Un Walter Minor 4-III parzialmente sezionato

Lo sviluppo di questo motore avvenne a partire dal 1929 ad opera dell'ingegner Bohumil Šimůnek. Il motore presentava caratteristiche molto avanzate per i tempi, quali i cilindri in acciaio, le testate in alluminio e la distribuzione a valvole in testa. La potenza erogata crebbe dagli iniziali 85 hp fino ad arrivare a oltre 160 hp nelle versioni dotate di compressore. Negli anni, questa famiglia è stata impiegata come propulsori per molte decine di diversi modelli di velivoli, sia di fabbricazione cecoslovacca che estera.
Nel dopoguerra, quando la Walter, negli anni sessanta, smise di produrre motori a pistoni per dedicarsi esclusivamente a quelli a turbina, la produzione venne spostata alla Avia, che introdusse ulteriori sviluppi quali l'impianto d'alimentazione a iniezione, mettendo in produzione nuove versioni quali l'M 137 e l'M 337, entrambe a 6 cilindri, la prima priva di compressore.
La produzione dei motori venne ceduta dalla Avia nel 1989 all'azienda praghese Letecke Opravny Malešice (LOM) PRAHA, che mantiene in produzione, e dal 1992 sviluppa autonomamente, soprattutto le versioni a 6 cilindri di questa famiglia di grande successo, utilizzate anche su velivoli di recente progettazione.

## Versioni principali
- Minor M 332 (4 cilindri, in produzione)[1]
- Minor M 337 (6 cilindri, in produzione)
- Minor 4-I
- Minor 4-II
- Minor 4-III
- Minor 6-I
- Minor 6-II
- Minor 6-III
- Minor 12 1-MR